# Černíny
Černíny – wieś i gmina w Czechach, w powiecie Kutná Hora, w kraju środkowoczeskim.
1 stycznia 2017 gminę zamieszkiwało 379 osób, a ich średni wiek wynosił 46,2 roku.
W miejscowości jest przystanek kolejowy Černíny.